# 八尾市立八尾中学校
八尾市立八尾中学校（やおしりつ やおちゅうがっこう）は、大阪府八尾市緑ヶ丘にある公立中学校。
夜間学級を設置し、義務教育の機会に恵まれなかった学齢超過者向けの教育を実施している。

## 沿革
- 1947年 - 八尾町立八尾中学校として開校。
- 1948年 - 八尾市の市制施行により、八尾市立八尾中学校に改称。
- 1953年 - 八尾市立西郡中学校（旧西郡村立中学校）を合併。
- 1953年 - 八尾市立成法中学校を分離。
- 1961年 - 八尾中学校事件が発生。学力の遅れた被差別部落出身生徒たちによる大規模な校内暴力事件だったが、部落解放同盟の介入により、生徒側の破壊行動が「差別選別の教育体制を変革する要求行動であり、差別教師への告発」「非行は宝」[1]と位置づけられ、部落解放同盟の意向による「解放教育」が導入されるに至った。
- 1971年 - 八尾市立上之島中学校、八尾市立桂中学校の2校を分離。
- 1972年 - 夜間学級を開設。

## 通学区域
- 八尾市立用和小学校と八尾市立長池小学校の通学区域。
  - 八尾市 宮町1丁目、山城町1-4丁目、北本町、光町、楠根町2丁目、萱振町5・7丁目、桜ヶ丘4丁目、長池町1-3丁目、小畑町1-2丁目、緑ヶ丘1-3丁目、旭ヶ丘1・2・4丁目の全域。
  - 八尾市 宮町3丁目、山城町5丁目、楠根町1・4丁目、萱振町1-4・6丁目、桜ヶ丘3丁目、小畑町3丁目、緑ヶ丘4-5丁目、旭ヶ丘3・5丁目のそれぞれ一部。

## 交通
- 近鉄大阪線 近鉄八尾駅 北へ約1km。
- 近鉄バス 八尾中学校前バス停。